# オルティゼーイ
オルティゼーイ（イタリア語: Ortisei ; ドイツ語: St. Ulrich in Gröden ザンクト・ウルリヒ・イン・グレーデン  ; ラディン語: Urtijëi ( 音声ファイル)）は、イタリア共和国トレンティーノ＝アルト・アディジェ州ボルツァーノ自治県にある、人口約4,900人の基礎自治体（コムーネ）。

## 名称
州の3つの公用語では、それぞれ以下の名称を持つ。
- イタリア語: Ortisei
- ドイツ語: St. Ulrich
- ラディン語: Urtijëi

## 地理

### 位置・広がり
ボルツァーノ自治県南東部のコムーネである。オルティゼーイの集落は、ブレッサノーネの南約16km、県都ボルツァーノの東北東約26km、コルティーナ・ダンペッツォの西約36km、州都トレントの北東約70kmに位置する。

#### 隣接コムーネ
隣接するコムーネは以下の通り。
- フーネス - 北
- サンタ・クリスティーナ・ヴァルガルデーナ - 南東
- カステルロット - 西
- ライオーン - 北西

## 社会

### 言語
レト・ロマンス語群に属する少数言語ラディン語の話者が多数を占める。「ラディニア」と呼ばれる地域を構成する18コムーネのひとつである。
| 言語集団調査（2011年） | 言語集団調査（2011年） | 言語集団調査（2011年） | 言語集団調査（2011年） | 言語集団調査（2011年） |
| ---------------------- | ---------------------- | ---------------------- | ---------------------- | ---------------------- |
|                        |                        |                        |                        |                        |
| ドイツ語               | ドイツ語               |                        | 9.30%                  | 9.30%                  |
| イタリア語             | イタリア語             |                        | 6.51%                  | 6.51%                  |
| ラディン語             | ラディン語             |                        | 84.19%                 | 84.19%                 |

2011年に行われた、住民がドイツ語・イタリア語・ラディン語のいずれの「言語集団」に属するかの調査によれば（ボルツァーノ自治県#言語集団調査参照）、住民の約84%がラディン語話者である。

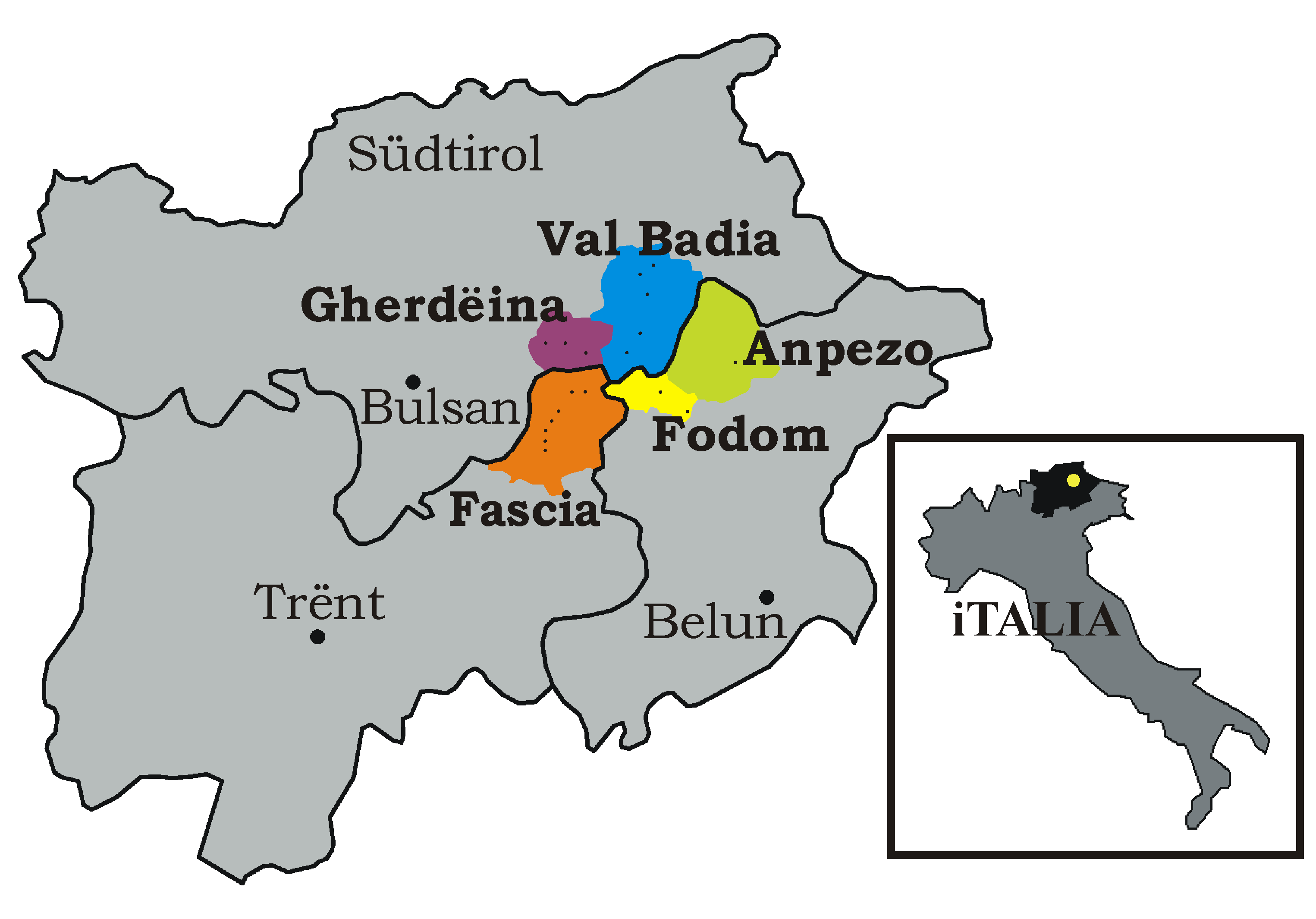
ラディニア

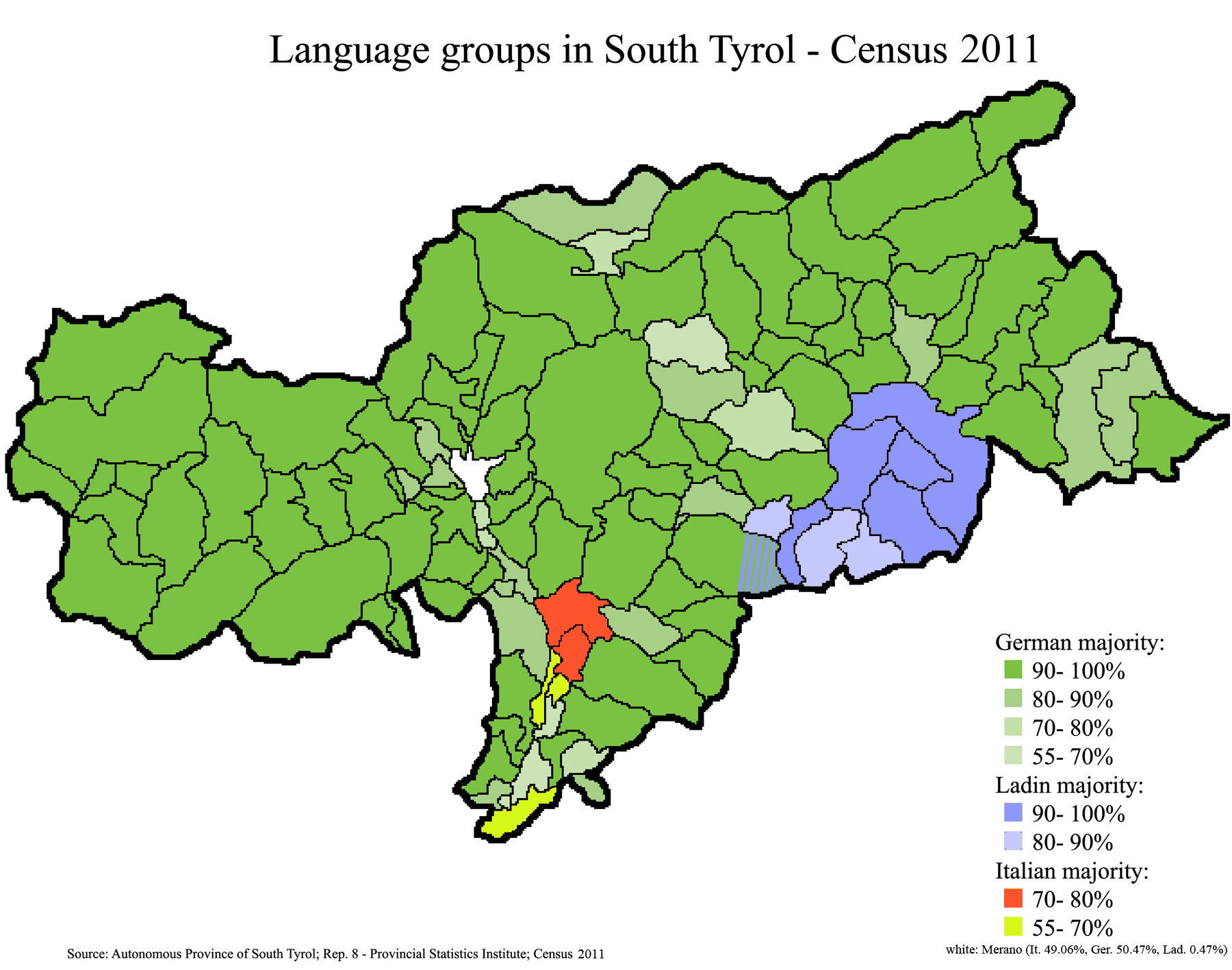
ボルツァーノ自治県の言語状況（2011年）。ラディン語話者が多数を占める地域は青で示されている。

## 人物

### 著名な出身者
- ジョルジョ・モローデル - シンセサイザー奏者・作曲家・音楽プロデューサー。
- イゾルデ・コストナー - 女子アルペンスキー選手。
- カロリーナ・コストナー - 女子フィギュアスケート選手。